# Sotouboua
Sotouboua è una città del Togo, nella  Regione Centrale, capoluogo della prefettura omonima con 24 332 abitanti al censimento 2010.
È situata 284 km a nord della capitale Lomé con la quale è collegata via ferrovia.